# Claus Niyukuri
Claus Babo Niyukuri (13 febbraio 2000) è un calciatore norvegese naturalizzato burundese, difensore dell'Haugesund e della Nazionale burundese.

## Carriera

### Club
Niyukuri è cresciuto nelle giovanili del Kopervik. Ha poi debuttato nella prima squadra di questo club, in 4. divisjon. In vista della stagione 2020, si è trasferito al Vard Haugesund, in 2. divisjon: ha esordito con la nuova casacca in data 12 luglio, quando è stato schierato titolare nella vittoria per 4-1 sull'Egersund. Il 7 novembre 2020 ha trovato il primo gol con questa casacca, nel successo per 1-2 arrivato sul campo del Flekkerøy.
L'11 novembre 2022 è stato ufficializzato il suo trasferimento all'Haugesund: il giocatore ha firmato un contratto quadriennale, valido a partire dalla riapertura del calciomercato locale, fissata per gennaio. Ha esordito in Eliteserien in data 4 giugno 2023, sostituendo Adrion Pajaziti nella vittoria per 1-2 arrivata in casa dello Strømsgodset. L'8 ottobre successivo ha trovato il primo gol nella massima divisione norvegese, sancendo il successo della sua squadra con il punteggio di 1-0 nella sfida di ritorno contro lo Strømsgodset.

### Nazionale
Ha esordito per il Burundi in data 22 marzo 2024, quando è stato schierato titolare nella sconfitta per 1-0 subita contro il Madagascar.

## Statistiche

### Presenze e reti nei club
Statistiche aggiornate al 30 marzo 2025.
| Stagione              | Club                  | Campionato            | Campionato | Campionato | Coppe nazionali | Coppe nazionali | Coppe nazionali | Coppe continentali | Coppe continentali | Coppe continentali | Supercoppe | Supercoppe | Supercoppe | Totale | Totale |
| Stagione              | Club                  | Comp                  | Pres       | Reti       | Comp            | Pres            | Reti            | Comp               | Pres               | Reti               | Comp       | Pres       | Reti       | Pres   | Reti   |
| --------------------- | --------------------- | --------------------- | ---------- | ---------- | --------------- | --------------- | --------------- | ------------------ | ------------------ | ------------------ | ---------- | ---------- | ---------- | ------ | ------ |
| 2017                  | Kopervik              | 4D                    | ?          | ?          | CN              | ?               | ?               | -                  | -                  | -                  | -          | -          | -          | 2      | 1      |
| 2018                  | Kopervik              | 4D                    | ?          | ?          | CN              | ?               | ?               | -                  | -                  | -                  | -          | -          | -          | 2      | 1      |
| 2019                  | Kopervik              | 4D                    | ?          | ?          | CN              | ?               | ?               | -                  | -                  | -                  | -          | -          | -          | 2      | 1      |
| Totale Kopervik       | Totale Kopervik       | Totale Kopervik       | ?          | ?          |                 | ?               | ?               |                    | -                  | -                  |            | -          | -          | ?      | ?      |
| 2020                  | Vard Haugesund        | 2D                    | 19         | 1          | -               | -               | -               | -                  | -                  | -                  | -          | -          | -          | 19     | 1      |
| 2021                  | Vard Haugesund        | 2D                    | 11         | 0          | CN              | 0               | 0               | -                  | -                  | -                  | -          | -          | -          | 11     | 0      |
| 2022                  | Vard Haugesund        | 2D                    | 18         | 1          | CN              | 1               | 0               | -                  | -                  | -                  | -          | -          | -          | 19     | 1      |
| Totale Vard Haugesund | Totale Vard Haugesund | Totale Vard Haugesund | 48         | 2          |                 | 1               | 0               |                    | -                  | -                  |            | -          | -          | 49     | 2      |
| 2023                  | Haugesund             | ES                    | 18         | 2          | CN              | 2               | 0               | -                  | -                  | -                  | -          | -          | -          | 20     | 2      |
| 2024                  | Haugesund             | ES                    | 16         | 1          | CN              | 0               | 0               | -                  | -                  | -                  | -          | -          | -          | 16     | 1      |
| 2025                  | Haugesund             | ES                    | 1          | 0          | CN              | 0               | 0               | -                  | -                  | -                  | -          | -          | -          | 1      | 0      |
| Totale Haugesund      | Totale Haugesund      | Totale Haugesund      | 35         | 3          |                 | 2               | 0               |                    | -                  | -                  |            | -          | -          | 37     | 3      |
| Totale                | Totale                | Totale                | 73+        | 3+         |                 | 3+              | 0+              |                    | -                  | -                  |            | -          | -          | 76+    | 3+     |